# Conferenza internazionale sulla storia del ciclismo
La Conferenza internazionale sulla storia del ciclismo (International Cycling History Conference o, abbreviato, ICHC) è un evento annuale che applica rigore accademico alla storia della bicicletta e del ciclismo. La prima conferenza si è tenuta a Glasgow, Regno Unito, nel 1990. I testi di ogni conferenza sono stati pubblicati successivamente.

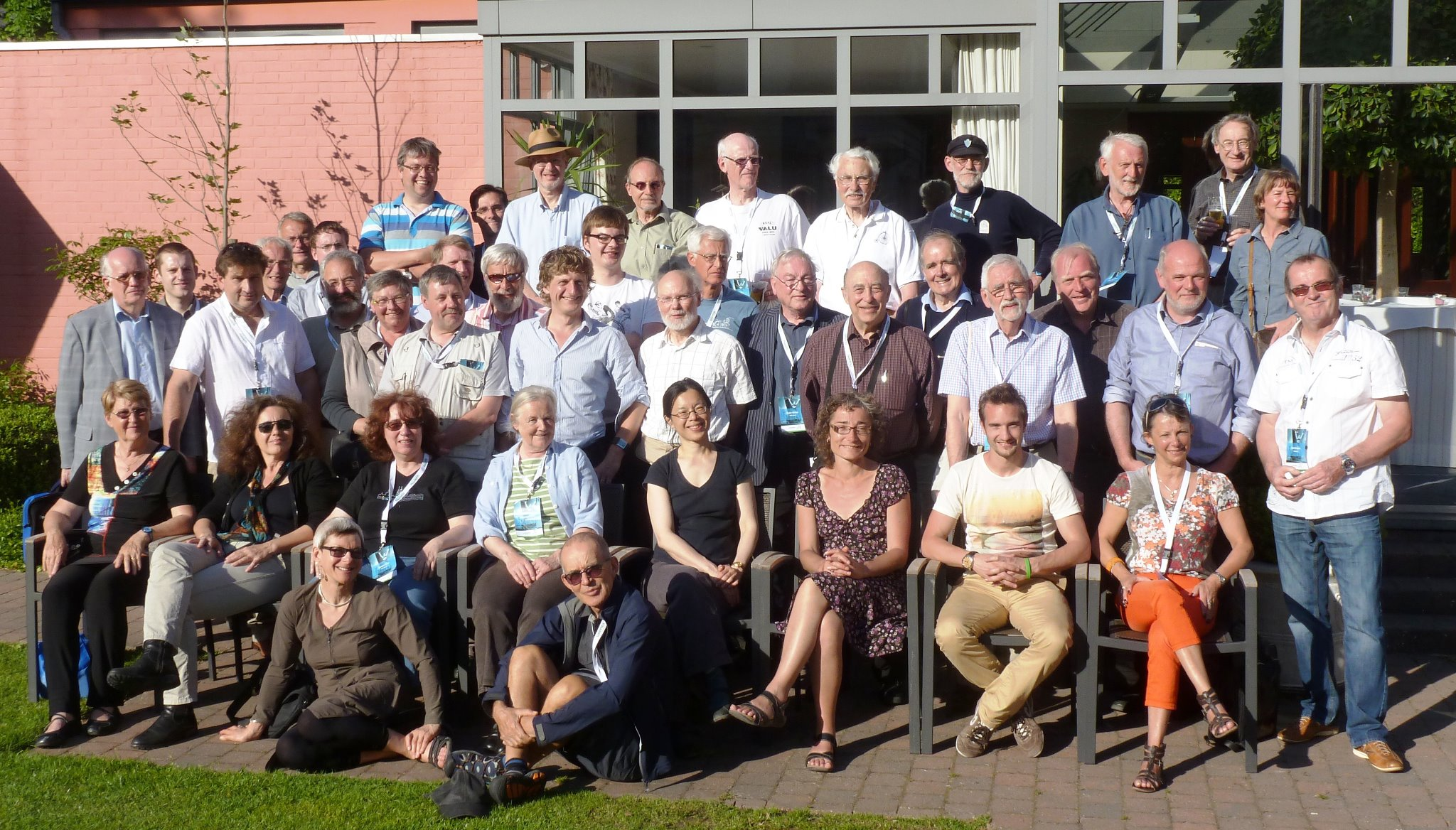
2012 Roeselare, Belgio

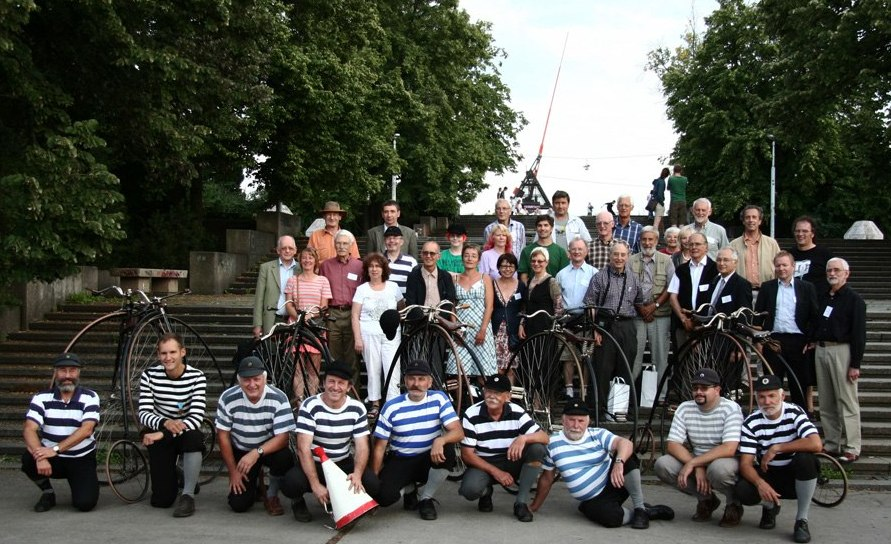
2010 a Praga, Repubblica Ceca

Le passate conferenze si sono tenute in tutto il mondo: 
- 2021 - Gent, Belgio
- 2019 - Znojmo, Repubblica Ceca
- 2018 - Londra, Regno Unito
- 2017 - Mannheim, Germania
- 2016 - New Haven/Ansonia, USA
- 2015 - Entraigues-sur-la-Sorgue, Francia
- 2014 - Baltimora, USA
- 2013 - Lisbona, Portogallo
- 2012 - Roeselare, Belgio
- 2011 - Parigi, Francia
- 2010 - Praga, Repubblica Ceca
- 2009 - Freehold, USA
- 2008 - Saint-Étienne, Francia
- 2007 - Tampere, Finlandia
- 2006 - Toronto, Canada

- 2005 - Davis, USA
- 2004 - Vienna, Austria
- 2003 - Canberra, Australia
- 2002 - Münster, Germania
- 2001 - Pigna, Italia
- 2000 - Osaka, Giappone
- 1999 - Nimega, Paesi Bassi
- 1998 - Ottawa, Canada
- 1997 - Glasgow, Regno Unito
- 1996 - Buffalo, USA
- 1995 - Johannesburg, Sudafrica
- 1994 - Cambridge, Regno Unito
- 1993 - Boston, USA
- 1992 - Neckarsulm, Germania
- 1991 - Saint-Étienne, Francia
- 1990 - Glasgow, Regno Unito

Alcuni presentatori illustri:
- Berto, Frank, autore di The Dancing Chain, pubblicato da Van der Plas Publications
- Breeze, Joe, pioniere della mountain bike e ammesso alla Mountain Bike Hall of Fame
- Herlihy, David V., autore di Bicycle: the History, pubblicato da Yale University Press
- Norcliffe, Glen, autore di The Ride to Modernity: The Bicycle in Canada, pubblicato da University of Toronto Press
- Ritchie, Andrew, autore di Major Taylor: The Fastest Bicycle Rider in the World e Quest for Speed: A History of Early Bicycle Racing 1868–1903, entrambi pubblicati da Van der Plas Publications (non l'inventore della bicicletta Brompton)
- Wilson, David Gordon, autore di Bicycling Science, pubblicato da The MIT Press

## L'invenzione della bicicletta
Alla quarta conferenza, tenutasi a Boston, Massachusetts, dall'11 al 16 ottobre 1993, David Herlihy presentò prove che attribuiscono l'applicazione dei pedali al velocipede a Pierre Lallement e non a Pierre Michaux.
All'ottava conferenza, tenutasi a Glasgow, il professore tedesco Hans-Erhard Lessing ha sostenuto che il famoso disegno di una bicicletta attribuito Leonardo da Vinci era un falso.